# Paradiscocyrtus trochanteralis
Paradiscocyrtus trochanteralis is een hooiwagen uit de familie Gonyleptidae.